# Rastrelliger
Rastrelliger is een geslacht van straalvinnige vissen uit de familie van de Scombridae (Makrelen), orde van baarsachtigen (Perciformes).

## Soorten
- Rastrelliger brachysoma (Bleeker, 1851) – Korte makreel
- Rastrelliger faughni (Matsui, 1967) – Eilandmakreel
- Rastrelliger kanagurta (Cuvier, 1816) – Indische makreel